# 联魁塔
联魁塔又名联奎塔、贤明塔，位于中国浙江省杭州市富阳区新登镇（原新登县城）城南、葛溪南岸贤明山顶，与原县城南门亨通门（又名嘉会门）遥遥相对。该塔为文峰塔，由知县陈吾道等始建于明万历四十六年（1618），清道光二年（1822）知县武新安等重修，2008年再次修缮。按道光《新城县志》记载及附图，原县城附近有通灵塔（又名白塔）、联魁塔、笔峰塔和双江塔四塔，今仅存此塔。
今塔为九层六面的楼阁式石塔，以大青石错缝砌筑，通高23.22米，底层每面阔2.63米，东、西两面各辟一券门，以上各层对开两窗，门窗位置逐层相错，塔顶作双覆盆，上加塔刹作四相轮葫芦顶，塔内原石阶已毁。